# Lão thị
Lão thị là một tật về mắt thường xuất hiện ở tuổi già. Khi người lớn tuổi thì thủy tinh thể càng kém đàn hồi.Thường thì ở độ tuổi 40 đến 60 thì người ta nhận thấy bản thân dễ lão thị .
Lão thị cũng giống như viễn thị là nhìn gần không rõ nhìn xa thấy rõ do đó có thể khắc phục được bằng việc đeo một thấu kính lồi phù hợp . Càng tuổi cao thì tật lão thị càng trở nên nặng hơn đòi hỏi phải sử dụng thấu kính có độ lồi lớn hơn.

## Định nghĩa
Lão thị là một trạng thái xảy ra ở mắt khi có biểu hiện giảm sút khả năng điều tiết,dẫn đến khả năng khi tập trung vào vật thể bị giảm sút,giống như hiện tượng tóc bạc dần và các nếp nhăn.
 Người ta thường cho rằng
LÃO THỊ chính là VIỄN THỊ

Điều này không đúng 
Lão thị là một tật khúc xạ gây ra bởi quá trình lão hóa tự nhiên của cơ thể người, còn viễn thị là một tật khúc xạ có thể gặp phải từ khi còn nhỏ tuổi.

### Nhóm nguy cơ
Tất cả mọi người đều bị lão thị hầu hết từ tuổi 40 trở đi, đôi khi sớm hoặc muộn hơn. Cơ chế chính xác của lão thị chưa được biết đến một cách chắc chắn,nhưng thể hiện rõ ràng nhất qua sự xơ cứng của thủy tinh thể làm giảm độ đàn hồi chắc chắn một điều là cùng đi với năm tháng, thị lực nhìn gần sẽ ngày càng kém đi.

### Dấu hiệu lão thị
- Không nhìn thấy rõ vân tay, nhìn không thấy rõ chi tiết các vật ở trong tầm tay như đồng hồ, điện thoại...Muốn nhìn rõ phải đưa ra xa mắt và ngày càng xa hơn, cần có ánh sáng nhiều hơn, mắt phải nheo lại...
- Khó nhìn rõ trong ánh sáng mờ, có vấn đề khi nhìn vào các vật thể nhỏ hoặc chữ nhỏ - thường xảy ra từ độ tuổi 40 – 50.
- Làm công việc cần nhìn gần, đọc sách hoặc làm việc với máy tính không được lâu, phải dừng lại nghỉ vì thấy mỏi mắt, chảy nước mắt, nhức đầu...
- Khả năng nhìn vật thể ở gần suy giảm dần theo tuổi tác: khả năng điều tiết khoảng 20 dioptres (khả năng nhìn ở mức 50mm) của một đứa trẻ 10 tuổi, 10 dioptres ở tuổi 25 (100 mm), và chỉ còn 0,5 dioptres ở tuổi 60.

### Cách đo độ lão thị
Các biên độ điều chỉnh tối đa và tối thiểu về thị lực của bệnh nhân khi điều chỉnh độ tuổi nhất định có thể được xác định bằng cách sử dụng công thức của Hofsetter: 
- Dự kiến biên độ (D) = 18,5 – 0,3 x độ tuổi,
- Biên độ tối đa (D) = 25 – 0,4 x độ tuổi
- Biên độ tối thiểu (D) = 15 – 0,25 x độ tuổi

## Triệu chứng
Các triệu chứng đầu tiên hầu hết biểu hiện qua:
- Gặp khó khăn trong việc đọc chữ in nhỏ, đặc biệt trong điều kiện ánh sáng yếu
- Mỏi mắt khi đọc trong thời gian dài
- Khoảng cách nhìn gần bị mờ hoặc nhòe đi trong giây lát.
- Bệnh nhân lão thị sẽ cảm thấy tay trở nên "quá ngắn" để giữ tài liệu đọc ở một khoảng cách nhất định.

Người bình thường có thể nhìn rõ cả khi khoảng cách nhìn xa và gần được là nhờ có chức năng điều tiết của mắt. Điều tiết là cơ chế để mắt thay đổi công suất khúc xạ bằng cách thay đổi hình dạng thủy tinh thể để giúp cho hình ảnh của vật luôn hiện đúng trong võng mạc.Ở độ tuổi từ 40 trở đi, khả năng điều tiết giảm dần nên không thể nhìn rõ khi nhìn gần và phải đưa ra xa mắt để đọc hay nhìn vật thể rõ nhất.

### Khoảng cách nhìn rõ gần nhất theo tuổi
| Tuổi             | 5 | 10 | 20 | 40 | 60  |
| ---------------- | - | -- | -- | -- | --- |
| Khoảng cách (cm) | 5 | 10 | 25 | 60 | 100 |

### Độ lão thị tăng dần theo tuổi tác
| Tuổi          | 40   | 45   | 50   | 55   | 60   |
| ------------- | ---- | ---- | ---- | ---- | ---- |
| Độ lão (Diop) | +1,0 | +1,5 | +2,0 | +3,0 | +3,5 |

Cần đến sự trợ giúp của kính lão để cải thiện thị lực nhìn gần ở mắt lão thị,nguyên lý kính lão cũng giống kính viễn thị.Các triệu chứng của lão thị cũng giống như các khuyết tật khúc xạ khác,trở nên ít đáng chú ý trong ánh sáng mặt trời do tác động của đồng tử có đường kính nhỏ hơn.

## Cơ chế điều tiết của mắt
Trong quang học, điểm gần nhất mà một đối tượng có thể được đưa vào điểm vàng của mắt được gọi là điểm gần mắt. Một khoảng cách chuẩn 25 cm thường được giả định trong việc thiết kế dụng cụ quang học, và trong việc mô tả các thiết bị quang học như kính lúp.

## Tương tác với cận thị
Nhiều người bị cận thị có thể đọc thoải mái mà không có kính đeo mắt hoặc kính áp tròng, ngay cả sau khi 40 tuổi. Tuy nhiên, tật cận thị của họ không biến mất và những thách thức hình ảnh nhìn xa vẫn còn. Cận thị có thể điều trị bằng phẫu thuật khúc xạ (LASIK, LASEK) được khuyên rằng phẫu thuật điều trị cận thị của họ có thể là một bất lợi sau 40 tuổi, khi mắt trở thành lão thị và giảm khả năng điều tiết để nhìn gần và họ sẽ cần phải sử dụng kính để đọc.
Một kỹ thuật tạo ra một mắt nhìn gần và một mắt nhìn xa, thường được sử dụng trong thực tế với thấu kính tiếp xúc, gọi là monovision. Monovision có thể được tạo ra với kính áp tròng hoặc kính đeo mắt để các ứng viên cho giải pháp này có thể xác định xem họ đang chuẩn bị để có giác mạc  định hình lại bằng cách phẫu thuật để gây ra hiệu ứng này vĩnh viễn.

## Điều trị
Điều trị chứng lão thị có tiến bộ đáng kể trong những năm gần đây.

### Điều trị không phẫu thuật
1. Làm kính theo đơn tiêu chuẩn thì cần phải nhiều kính cho những khoảng cách khác nhau:
```
 * Đọc sách: 35
 
cm
 * Làm việc với máy vi tính: 60
 
cm
 * Nhìn xa: trên 5m
```

2. Làm kính đa tiêu tiện lợi hơn và mang thường xuyên. Lưu ý:
```
 * Lúc mới mang, hình ảnh nhận được là ở 2 thế giới khác nhau rõ rệt, vì vậy liếc xuống chân không dám bước.
 * Làm quen với kính trước khi lên xuống cầu thang, bước đi nhanh, lái xe, đến nơi quen mà xa...
```

3. Nếu mang kính tiếp xúc, cần lựa chọn loại thấu kính tốt

### Phẫu thuật

Các phương pháp phẫu thuật điều trị lão thị

1. Phương pháp phẫu thuật mới cũng có thể cung cấp các giải pháp cho những người không muốn đeo kính hay kính sát tròng, bao gồm cả việc cấy ghép kính nội nhãn (IOLs). INTRACOR đã được phê duyệt ở châu Âu  để điều trị cả hai mắt (chuyển cả hai giác mạc thành thấu kính đa tiêu).
2. Phương pháp điều trị phẫu thuật thay đổi hình dạng giác mạc, chẳng hạn như PresbyLASIK và Keratoplasty dẫn điện, cũng là những phương pháp tối ưu hiện nay đang được quan tâm, nhưng một số trường hợp trong môi trường ánh sáng kém hoặc đọc trong thời gian dài thì vẫn cần phải dùng đến kính đọc sách.
3. Một lựa chọn khác sử dụng cho điều trị lão thị ở những bệnh nhân với cận thị, loạn thị, cận loạn kết hợp là phương pháp sử dụng tia laser hỗn hợp (Wavefront Lasik). Quy trình này sử dụng phẫu thuật khúc xạ bằng tia Laser để điều chỉnh mắt chi phối chủ yếu cho thị lực và mắt không chi phối chủ yếu cho tầm nhìn gần, trong khi độ sâu của thị trường, tức là phạm vi của khoảng cách nhìn đến vật thể) của mỗi mắt là tăng. Điều này cho phép bệnh nhân nhìn gần, trung gian và có thể không cần đeo kính.
4. Conductive Keratoplasty: chỉnh hình giác mạc bằng sóng radio .
5. Corneal Inlays (gọi là Kamra với đường kính của kính là 3.8mm dày 10microment ): phẫu thuật được thực hiện bằng cách đặt một phiến kính mỏng trong suốt được đặt dưới bề mặt giác mạc.
6. Corneal Onlay: một phiến mỏng trong suốt được đặt dưới bề mặt giác mạc, cạn hơn so với Inlay.
7. Scleral expansion band procedure: người ta những miếng độn củng mạc nhằm mở rộng khoảng cách giữa thủy tinh thể và cơ thể mi giúp mở rộng phạm vi hoạt động cho thủy tinh thể.

### Monovision- Nguyên lý Thị lực kép
- Khoảng cách mắt nhìn gần: 35 cm
- Khoảng cách mắt nhìn xa: xa hơn 5m

Đây là giải pháp tổng hợp từ nhiều kỹ thuật để có một mắt nhìn gần, một mắt nhìn xa.

Giảm nhận thức chiều sâu khi nhìn rõ đồng thời vật ở gần và vật ở xa. NÊN THỬ TRONG 3 TUẦN XEM CÓ THÍCH NGHI ĐƯỢC KHÔNG

Não sẽ tự thích nghi trong việc chọn lấy một trong hai ảnh hoặc trộn hai ảnh với nhau. Điều kiện: hai mắt không được lệch độ quá nhiều (<3diop). Ảnh nhận được từ hai mắt không được chênh lệch quá 5%. Theo thống kê của hiệp hội nhãn khoa Mỹ, cứ 4 người sẽ có một người không thích nghi phương pháp này (25%)